# Rozetka

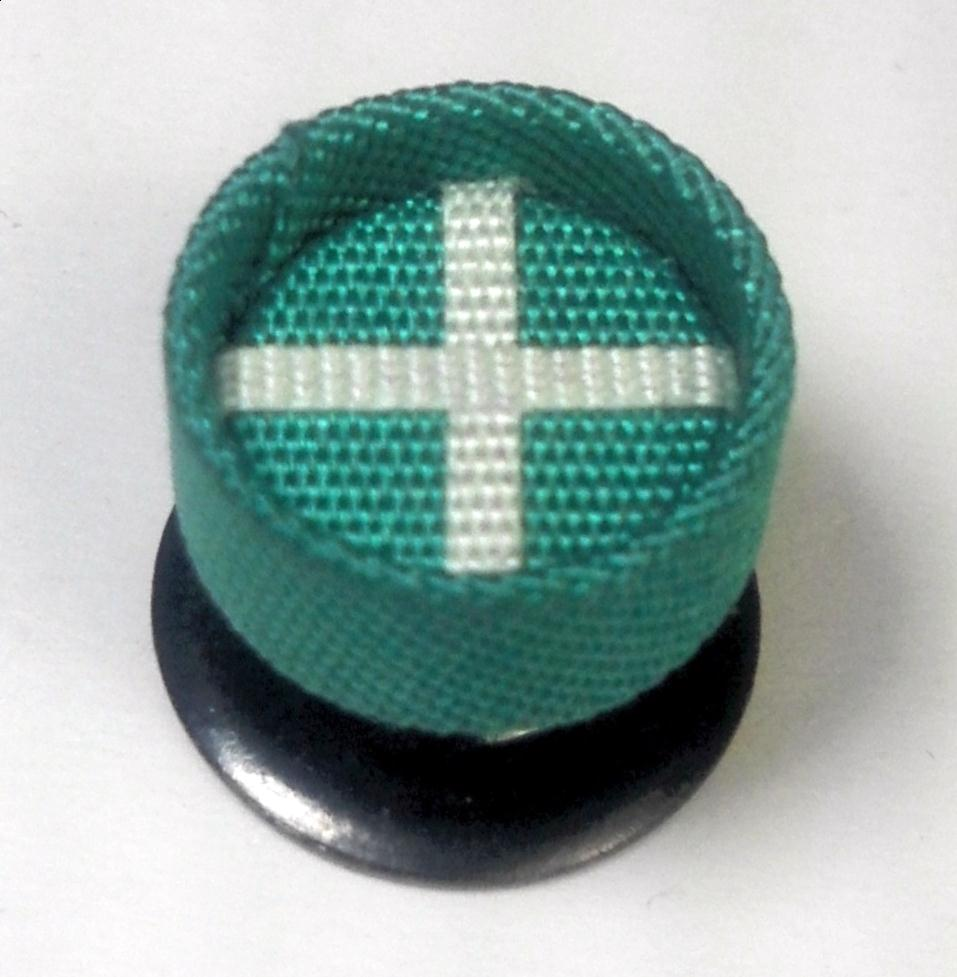
Rozetka Orderu Złotej Kani

Rozetka (z fr. rosette – różyczka), bączek – oznaka wyższej klasy orderu lub odznaczenia w formie małej kokardki lub wypukłego guzika w kolorze wstążki orderowej. 
Umieszczana na wstędze, baretce, miniaturze lub noszona samodzielnie. Niekiedy rozetki umieszczane są na galoniku – srebrnej, srebrno-złotej lub złotej podkładce, dodatkowo zwykle używanej dla oznaczania klasy komandorskiej, komandorskiej z gwiazdą (wielkiego oficera) lub krzyża wielkiego (ew. łańcucha).

## Rozetka duża
W Polsce rozetki duże o średnicy 30 mm mają Krzyże Oficerskie (IV Klasa) Orderu Odrodzenia Polski i Orderu Zasługi RP, nakłada się je na wstążki pełnych oznak orderowych.

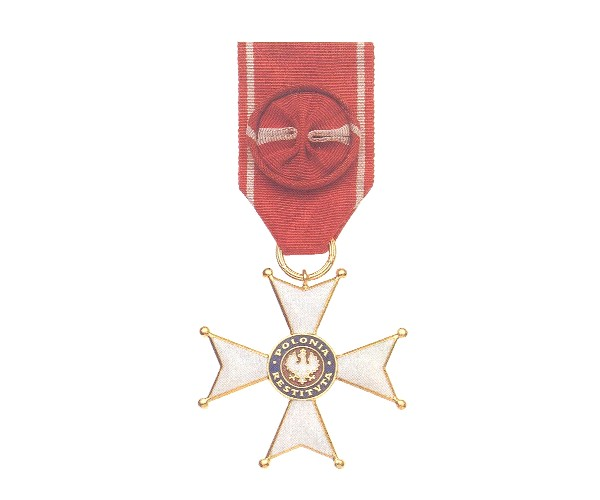
Krzyż Oficerski Orderu Odrodzenia Polski
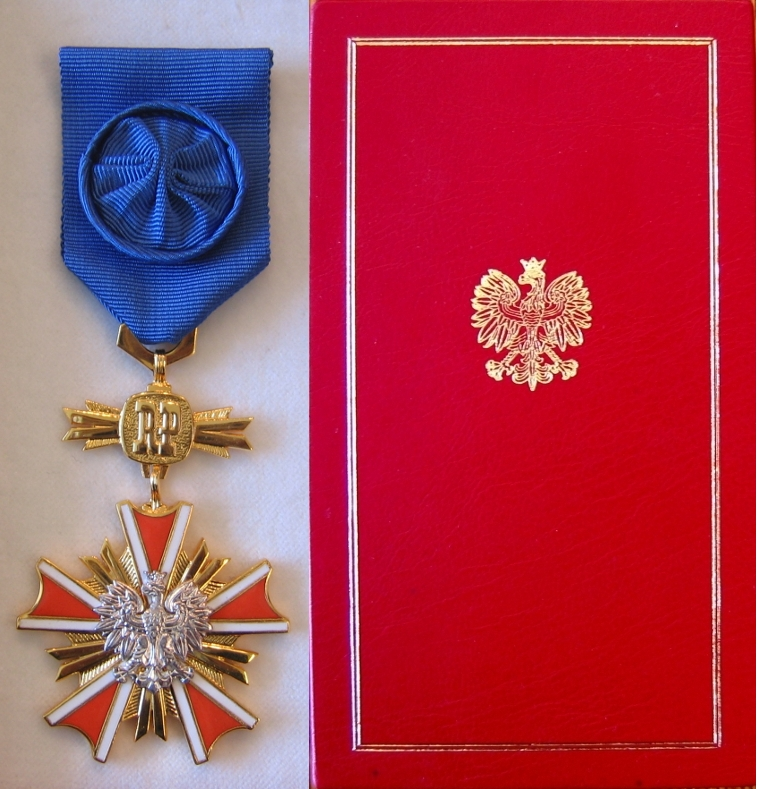
Krzyż Oficerski Orderu Zasługi RP
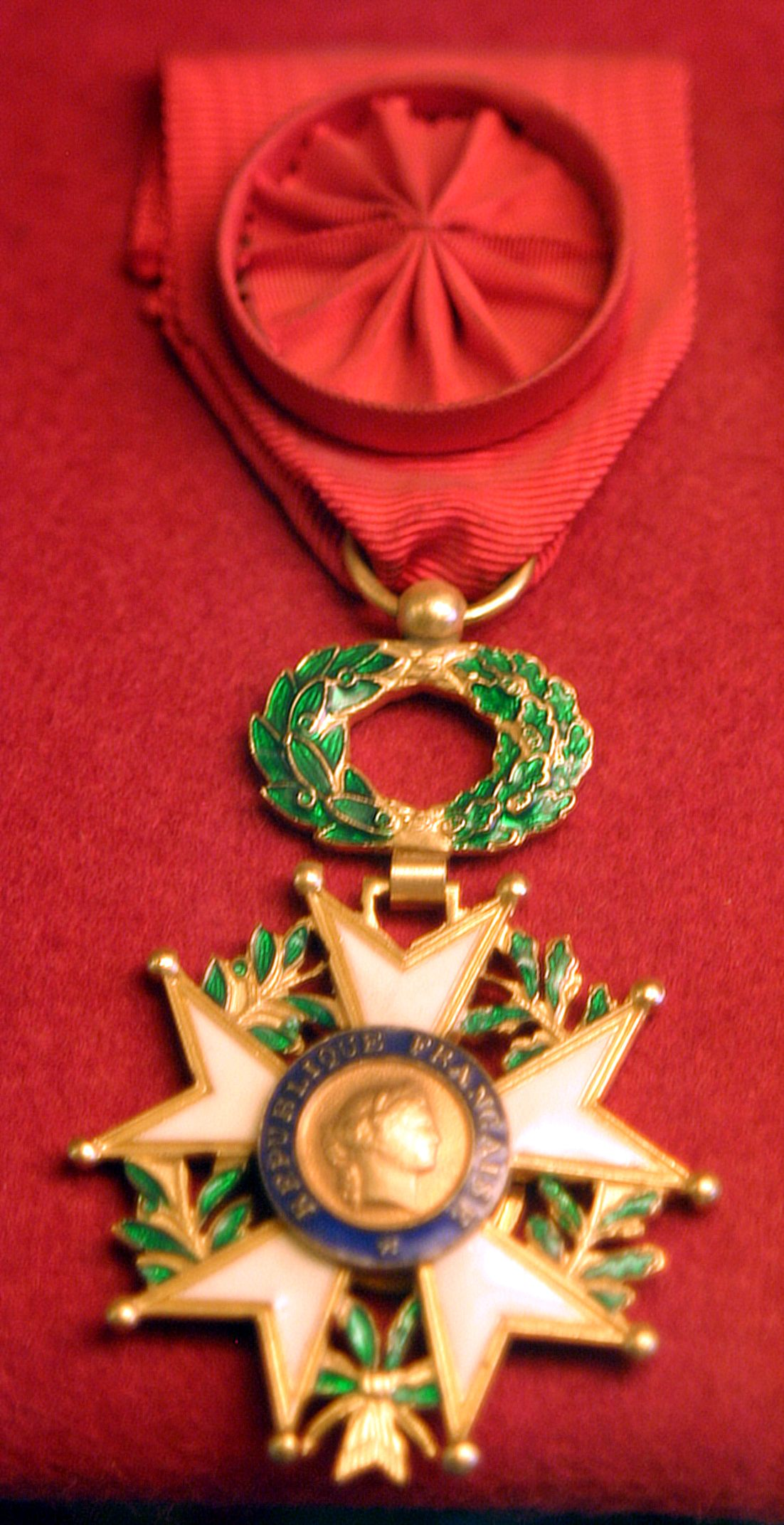
Oficer Legii Honorowej
Médaille de la Résistance avec Rosette
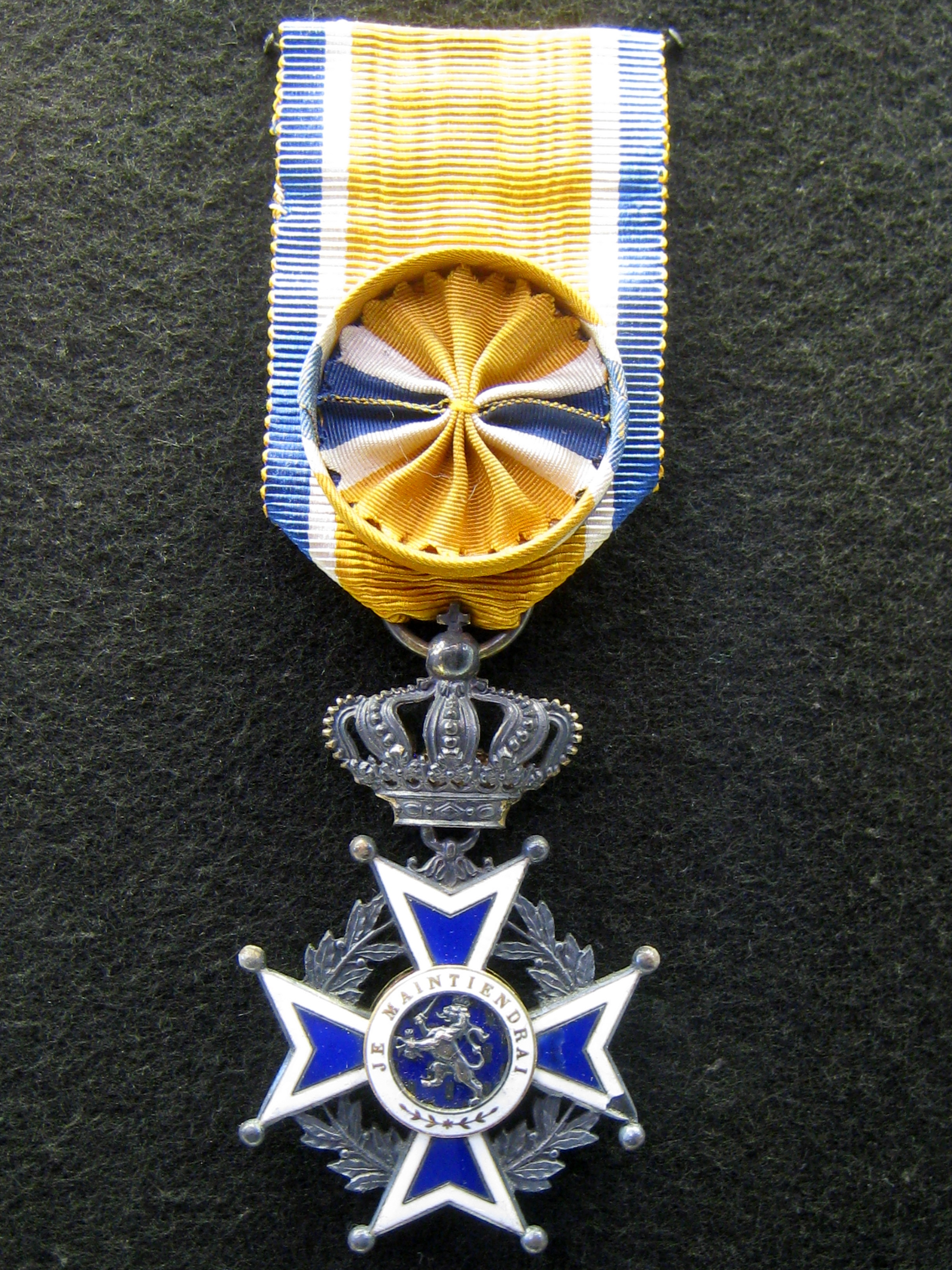
Oficer Orderu Oranje-Nassau

## Rozetka mała
Rozetka mała noszona jest samodzielnie zamiast pełnej oznaki wyższych klas orderów (np. w butonierce garnituru), przypinana do miniatur odznaczeń (np. przy cywilnych ubiorach galowych – frakach) lub mocowana do baretki (noszone w rzędach po cztery baretki na mundurach).
W Polsce ma średnicę ok. 6–8 mm; jest wykonana ze wstążeczki w kolorach wstążki orderowej; noszona jest na wstążce miniaturki orderu, na baretce, bądź bezpośrednio na lewej klapie ubioru cywilnego z kołnierzem wykładanym. Rozetki najwyższych klas orderów nakładane są na podkładkę z galonika (złotego, złoto-srebrnego, srebrnego) odpowiedniego dla klasy posiadanego orderu. Rozetka Orderu Orła Białego nałożona jest na złoty galonik. Na ubiorze cywilnym dozwolone jest noszenie tylko jednej rozetki (z maksymalnie dwiema wstążeczkami odznaczeń) najwyższej klasy najstarszego z posiadanych orderów.

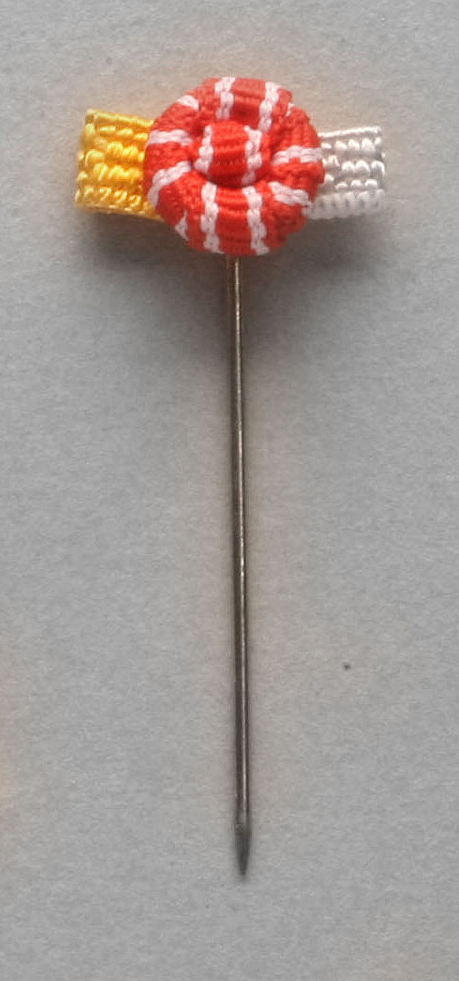
Rozetka Krzyża Komandorskiego z Gwiazdą Orderu Odrodzenia Polski (ze złoto-srebrnym galonikiem).
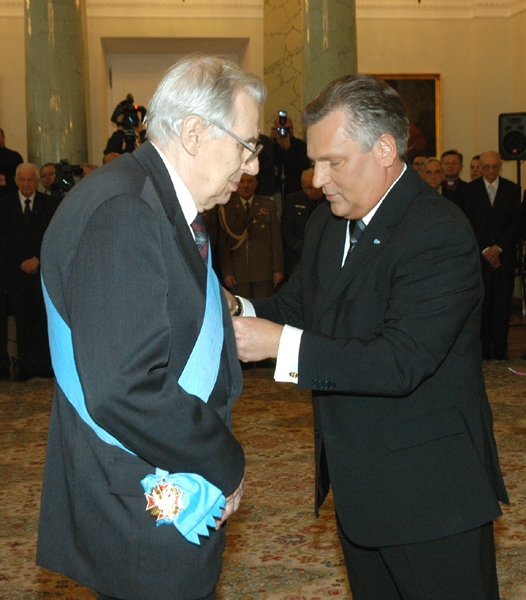
Prezydent Aleksander Kwaśniewski (noszący rozetkę Orderu Orła Białego) odznacza Wiesława Chrzanowskiego (2005).
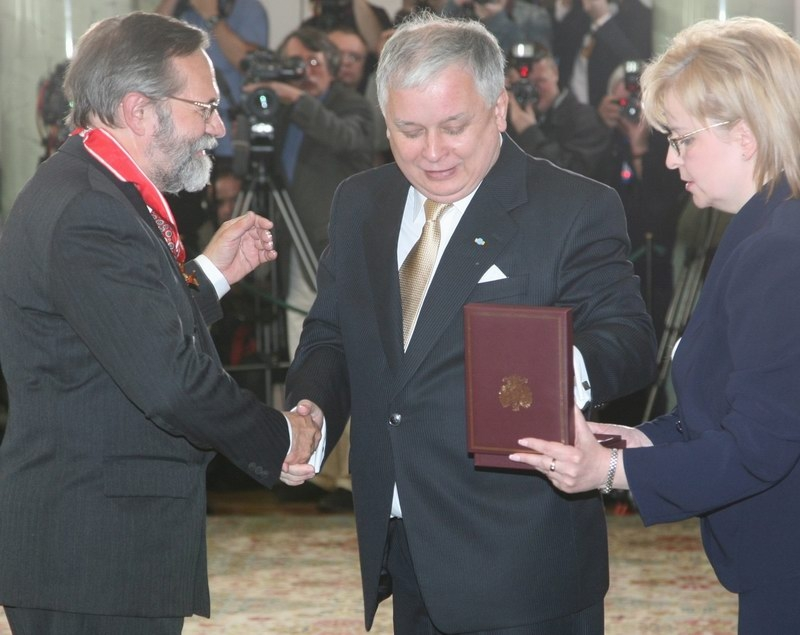
Prezydent Lech Kaczyński (noszący rozetkę Orderu Orła Białego) odznacza Ryszarda Bugaja (2007).
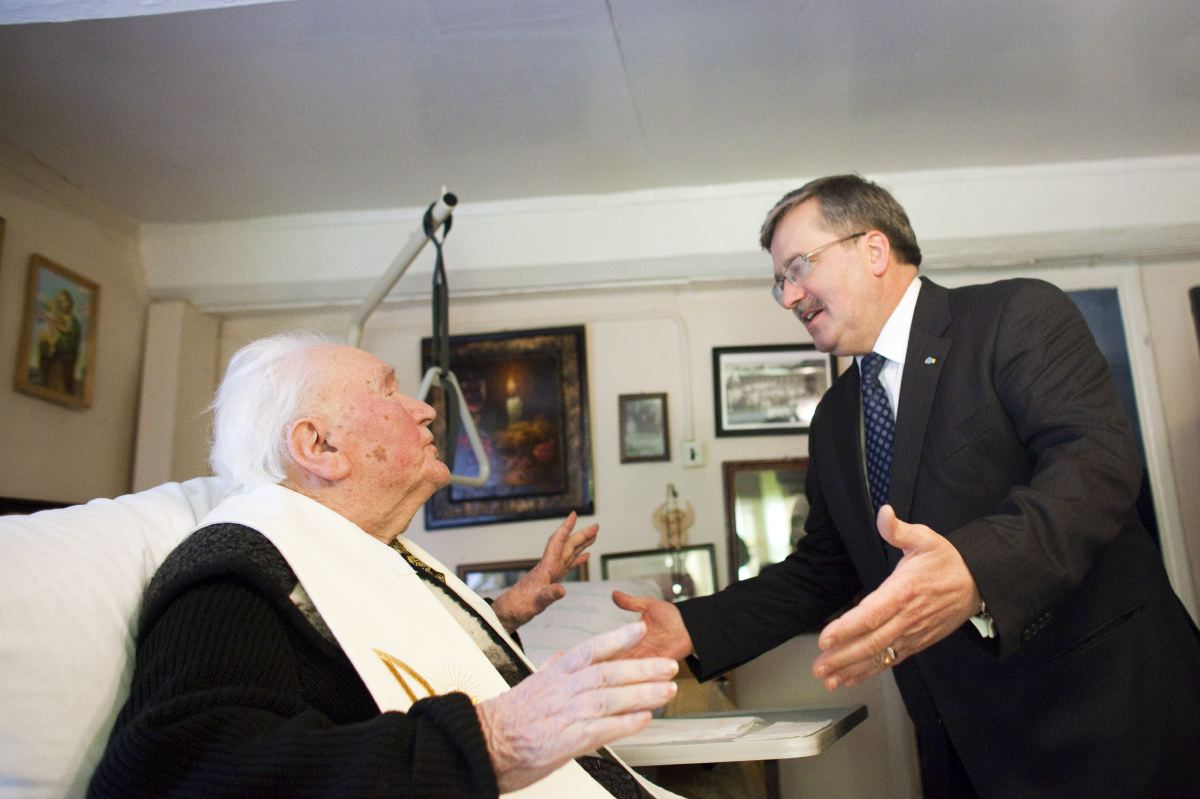
Prezydent Bronisław Komorowski (noszący rozetkę Orderu Orła Białego) odznacza ks. Józefa Obrębskiego (2011).
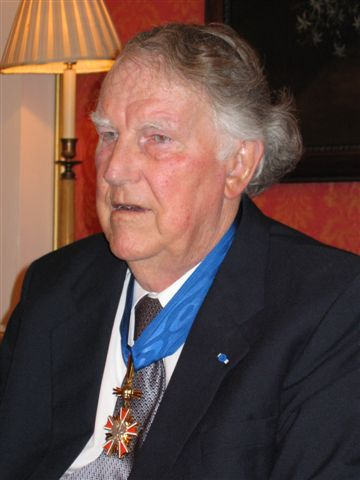
Sir Edmund Hillary noszący jednocześnie (nieprawidłowo) pełną oznakę i rozetkę Krzyża Komandorskiego Orderu Zasługi RP.

## Inne zastosowania
Oprócz wykorzystania jako oznaka orderowa, współcześnie „rozetki” w barwach narodowych przypinane są podczas uroczystości państwowych lub kampanii wyborczych (np. na wiecach) – lub podczas świąt lokalnych – w barwach miast lub regionów.